# Göran Thingwall
Nils Göran Arne Thingwall, född 7 december 1944 i Engelbrekts församling i Stockholms stad, är en svensk läkare och politiker (moderat, tidigare under en period Sveriges pensionärers intresseparti respektive Bergshamrapartiet). Han var riksdagsledamot 2006–2007 (tjänstgörande ersättare) och 2007–2010 (tjänstgörande ersättare 2007–2008, därefter statsrådsersättare), invald för Stockholms läns valkrets.

## Biografi
Thingwall är läkare och har som sådan medverkat i Kanal 5:s Tjockholmen.[källa behövs]

### Riksdagsledamot
Thingwall kandiderade i riksdagsvalet 2006 för Moderaterna och blev ersättare. Han var tjänstgörande ersättare för Anna Kinberg Batra 17 november 2006–11 april 2007 och för Mikael Sandström 18 september 2007–29 februari 2008 samt statsrådsersättare för Ewa Björling från och med 1 mars 2008.
I riksdagen var han suppleant i utbildningsutskottet.
Thingwall lämnade den 26 januari 2010 Moderaterna för Sveriges pensionärers intresseparti, men behöll sin riksdagsplats. Som skäl för sitt avhopp anförde han att han inte blivit nominerad för omval till riksdagsvalet hösten 2010 och missnöje med partiets politik i hälso- och sjukvårdsfrågor.
När Sveriges riksdag i mars 2010 röstade om ett erkännande av det armeniska folkmordet röstade Thingwall tillsammans med tre andra borgerliga politiker med oppositionen, vilket medförde att Sverige erkände händelserna 1915 som ett folkmord.[källa behövs]

### Efter tiden som riksdagsledamot
Vid valet 2014 blev han invald i Solna kommunfullmäktige för Bergshamrapartiet.
Efter att ha gått emot partistyrelsen i beslutet om Råstasjöns naturreservat, lämnade Thingwall partiet och gick över till Moderaterna.